# Kościół Najświętszej Maryi Panny Różańcowej w Mizernej
Kościół NMP Różańcowej w Mizernej – rzymskokatolicki kościół rektoralny znajdujący się w Mizernej, w dekanacie Niedzica, w archidiecezji krakowskiej, w gminie Czorsztyn.
Do 2014 roku należał do parafii św. Mikołaja w Maniowach.
Ołtarz główny pod wezwaniem Matki Bożej Różańcowej był ołtarzem bocznym w wyburzonym kościele św. Mikołaja w Maniowach.